# Адамія Гено Акакійович
Гено Акакійович Адамія (груз. გენო აკაკის ძე ადამია, 8 березня 1936 — 28 вересня 1993) — грузинський генерал-майор (1993), учасник Абхазької війни (1992—1993). Національний герой Грузії (2020), кавалер ордена Вахтанга Горгасалі I ступеня (1994).

## Біографія
Гено Адамія народився 1936 року в місті Сенакі. Навчався у філії Московського поліграфічного інституту. З 1957 по 1991 роки працював на промислових підприємствах і на будівництві в Кутаїсі, Гагрі, Краснодарі, Сухумі.
Після початку абхазького конфлікту — один з організаторів Народної армії.
Гено Адамія почав набирати добровольців для захисту Сухумі. Потім став командиром 23-ї механізованої бригади ЗС Грузії. Незабаром він отримав звання генерал-майора. Адамія відмовився припинити боротьбу навіть після падіння Сухумі 27 вересня 1993 року. Невеликими силами він продовжував чинити опір сепаратистам. Загинув у бою на мості Келасурі 28 вересня.
У листопаді 1993 року товариші перевезли його тіло до Тбілісі. Похований на Сабуртальському кладовищі.

## Нагороди
- 1993 — Орден Вахтанга Горгасалі III ступеня
- 1994 — Орден Вахтанга Горгасалі I ступеня (посмертно)
- 2020 — Орден Національного Героя (посмертно)[3]